# Germinal Losio
Germinal Losio (né en 1901 et mort le 22 mars 1980 à Genève) est un footballeur international suisse ainsi que journaliste sportif.
Il évoluait au poste d’ailier gauche.

## Biographie

### Carrière

#### Carrière en club
Il joue en faveur de l'Etoile Carouge et du Servette FC.
Il est champion suisse en 1934 avec le Servette.

#### Carrière en sélection
Il est sélectionné une fois en équipe nationale suisse en 1929, pour un match contre l’Autriche à Berne,.

### Après-carrière
Après sa carrière sportive, devenu typographe, il collabore avec le journal Voix ouvrière.
Il est candidat au Grand Conseil genevois en 1954, sur la liste du Travail.